# 갑옷모충속
갑옷모충속(Coleps)은 전구섬모충강에 속하는 섬모충류 속의 일종이다. 형태는 통 모양이다. 몸길이는 250 µm까지 성장할 수 있지만, 보통은 가장 긴 부분이 100 µm 이하이다.

## 하위 종
| - C. arenarius - C. arenicolus - C. bicuspis - C. crenarius - C. dentatus - C. elongatus | - C. grandis - 털갑옷모충(C. hirtus) - C. niger - C. pulcher - C. remanei - C. similes | - C. spinosus - C. spiralis - C. striata - C. tesselatus - C. vesiculosus |